# Capparicordis tweediana
Sacha membrillo, palo comadreja, muicure-caá (Capparicordis tweediana) es una especie de planta con flor de la familia de las Capparidaceae. 
Es endémica de Bolivia, Argentina, Paraguay. 

## Ecología
Es un arbusto inerme, de flores amarillas, perteneciente a la comunidad clímax del bosque de quebracho colorado santiagueño, "Distrito Chaqueño Occidental", Provincia Chaqueña

## Usos
Se usa su raíz para tinción de grisáceo, y sus hojas como antidiarreico, contra viruela, sarampión, varicela; para curar forúnculos. Además antidisénterico.

## Taxonomía
Capparicordis fascicularis fue descrita por (Eichler) Iltis & Cornejo y publicado en Brittonia 59(3): 251, f. 1A–F, 3A–H. 2007.
Sinónimos
- Capparis tweediana Eichler	basónimo
- Colicodendron tweedianum (Eichler) Hutch.[2]